# Sebá (filho de Cuxe)
Segundo a Bíblia (Gênesis 10:7) Sebá foi o primeiro filho nominalmente citado de Cus. De acordo com algumas fontes, os descendentes de Sebá foram os antigos sabeus do leste da África na Etiópia.